# Rudolf Pěnkava
Rudolf Pěnkava (Modřany, Checoslovaquia, 21 de noviembre de 1945) es un deportista checoslovaco que compitió en piragüismo en la modalidad de aguas tranquilas. Ganó una medalla de plata en el Campeonato Mundial de Piragüismo de 1966, y una medalla de plata en el Campeonato Europeo de Piragüismo de 1967.
Participó en dos Juegos Olímpicos de Verano en los años 1964 y 1968, su mejor actuación fue un octavo puesto logrado en Tokio 1964 en la prueba de C2 1000 m.

## Palmarés internacional
| Campeonato Mundial | Campeonato Mundial    | Campeonato Mundial | Campeonato Mundial |
| Año                | Lugar                 | Medalla            | Evento             |
| ------------------ | --------------------- | ------------------ | ------------------ |
| 1966               | Berlín Oriental (RDA) | Medalla de plata   | C1 10 000 m        |
| Campeonato Europeo |                       |                    |                    |
| Año                | Lugar                 | Medalla            | Evento             |
| 1967               | Duisburgo (RFA)       | Medalla de plata   | C1 10 000 m        |